# 鞘橋
34°11′08.3″N 133°49′18.0″E / 34.185639°N 133.821667°E

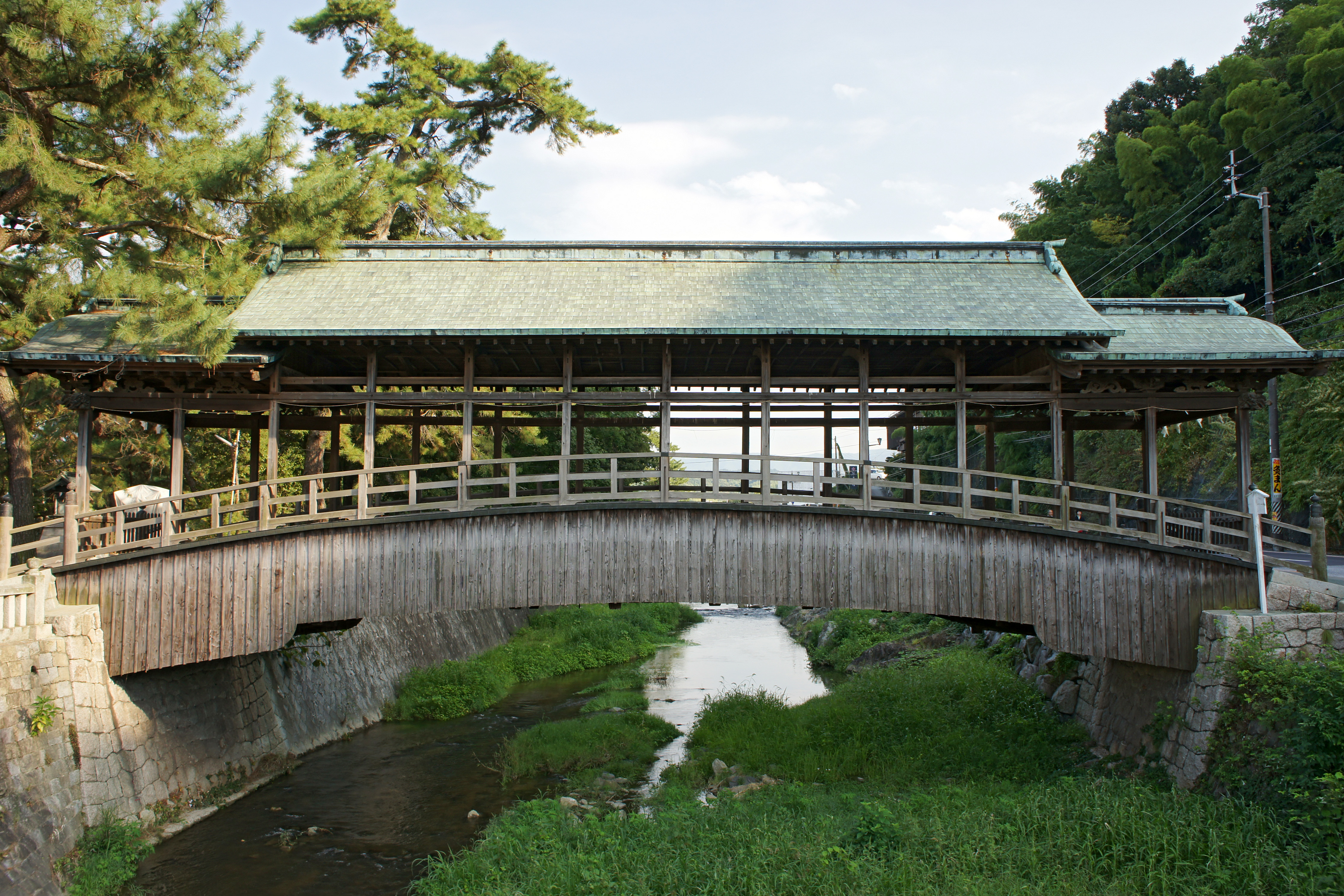
鞘橋

鞘橋是位於日本香川縣琴平町阿波町地區，架設於金倉川上的一座木造帶銅皮中式博风板的廊桥．全長23.6公尺，寬4.5公尺，為無橋墩的板樑橋結構，其無橋墩的結構在日本並不多見；由於橋身側面形狀如同刀鞘，因而被稱為「鞘橋」。於1998年被日本政府列為「有形文化財產」。
此橋屬金刀比羅宮，其最初建立的時間已經無法考證，在金刀比羅宮所收藏的元禄屏風「金毘羅祭禮圖」中已有繪到此橋。關於鞘橋最早的歷史紀錄出現在1624年，但1771年遭洪水沖毀；1782年重建後，1866年再次被洪水沖毀。現在的橋梁是於1869年重建，1905年為新建可讓車輛通行的橋樑而遷到現在的位置。
本橋自1922年起已不開放通行，現僅在金刀比羅宮舉行祭典時神輿會通過此橋。

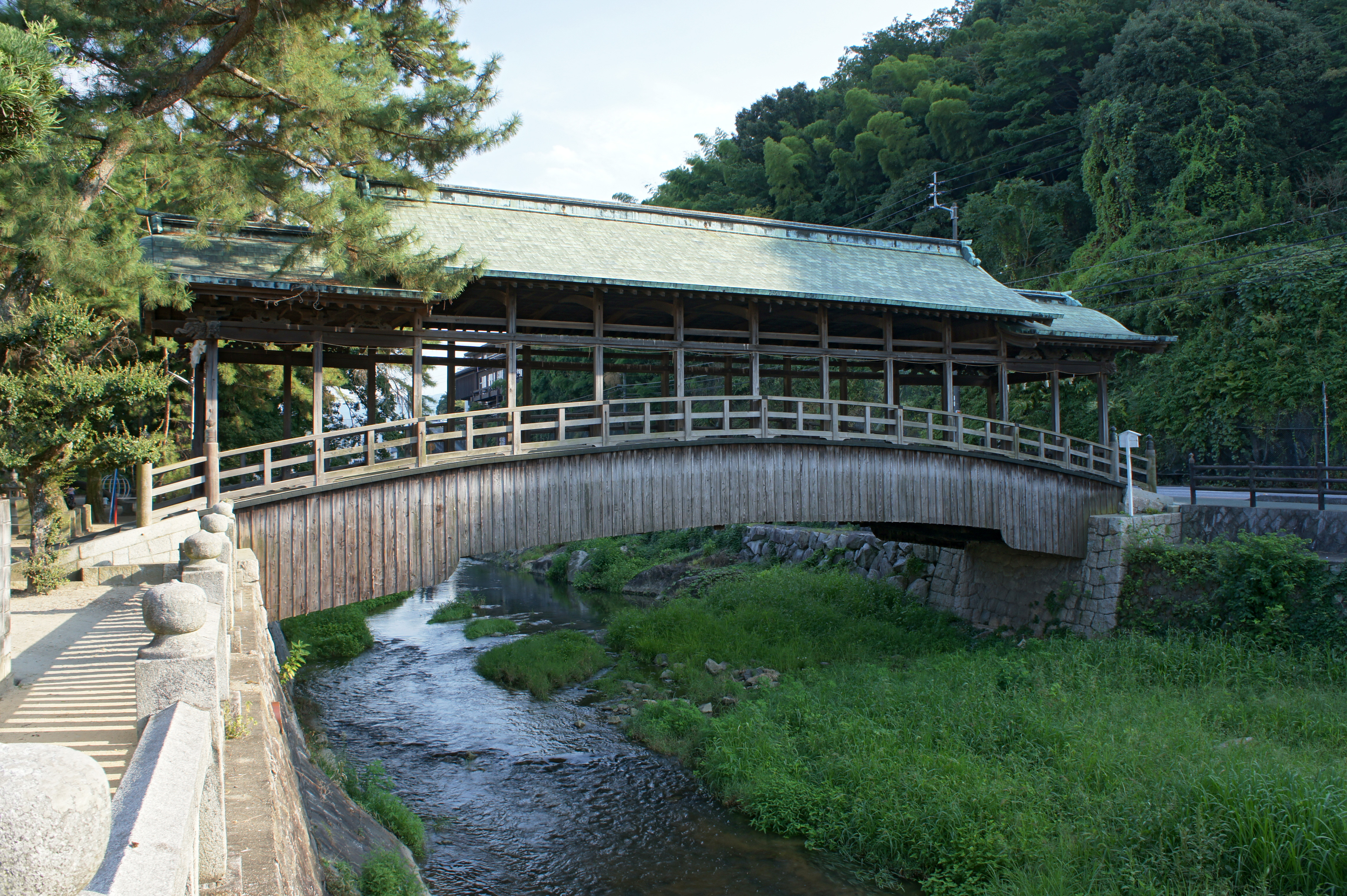
鞘橋
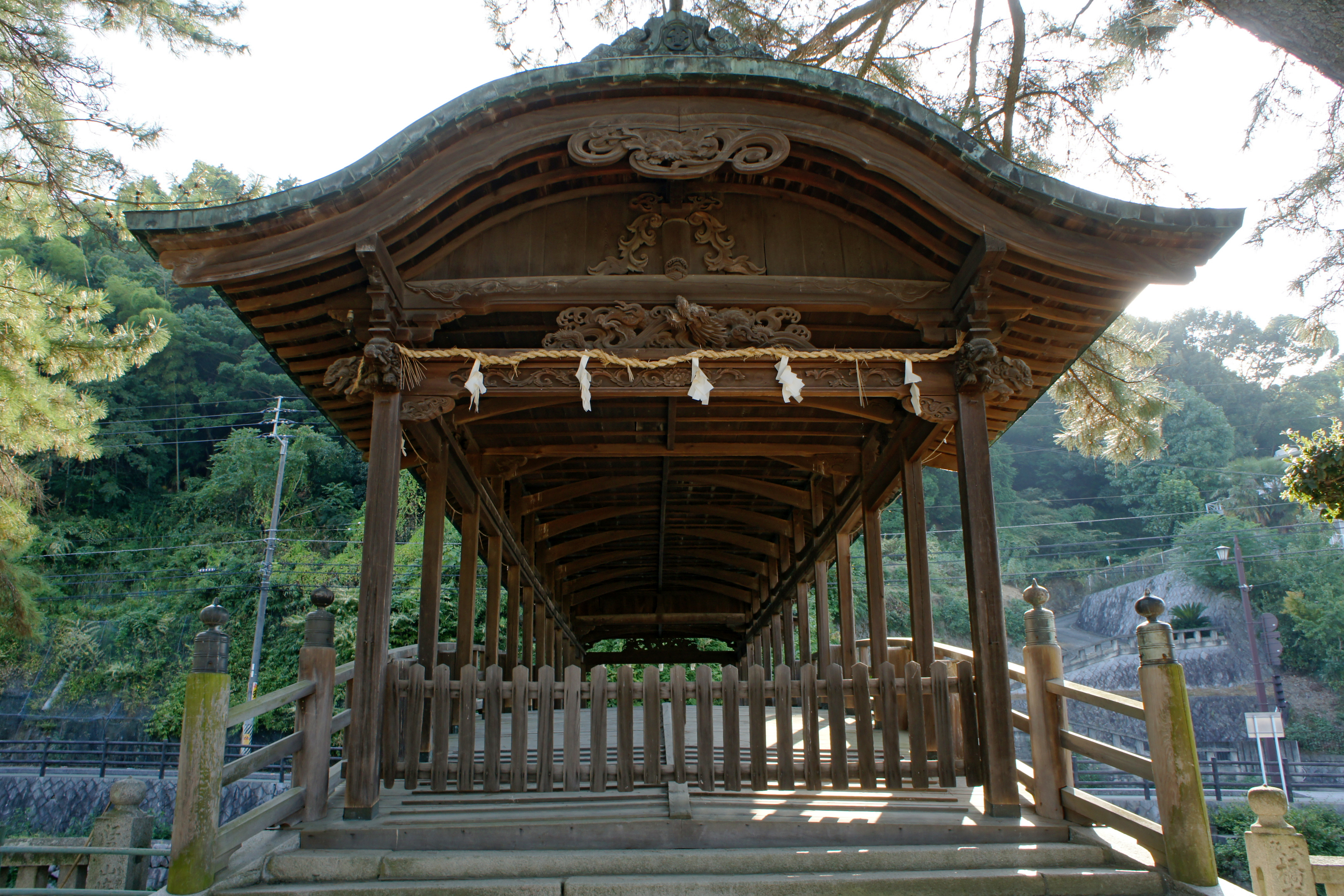
鞘橋
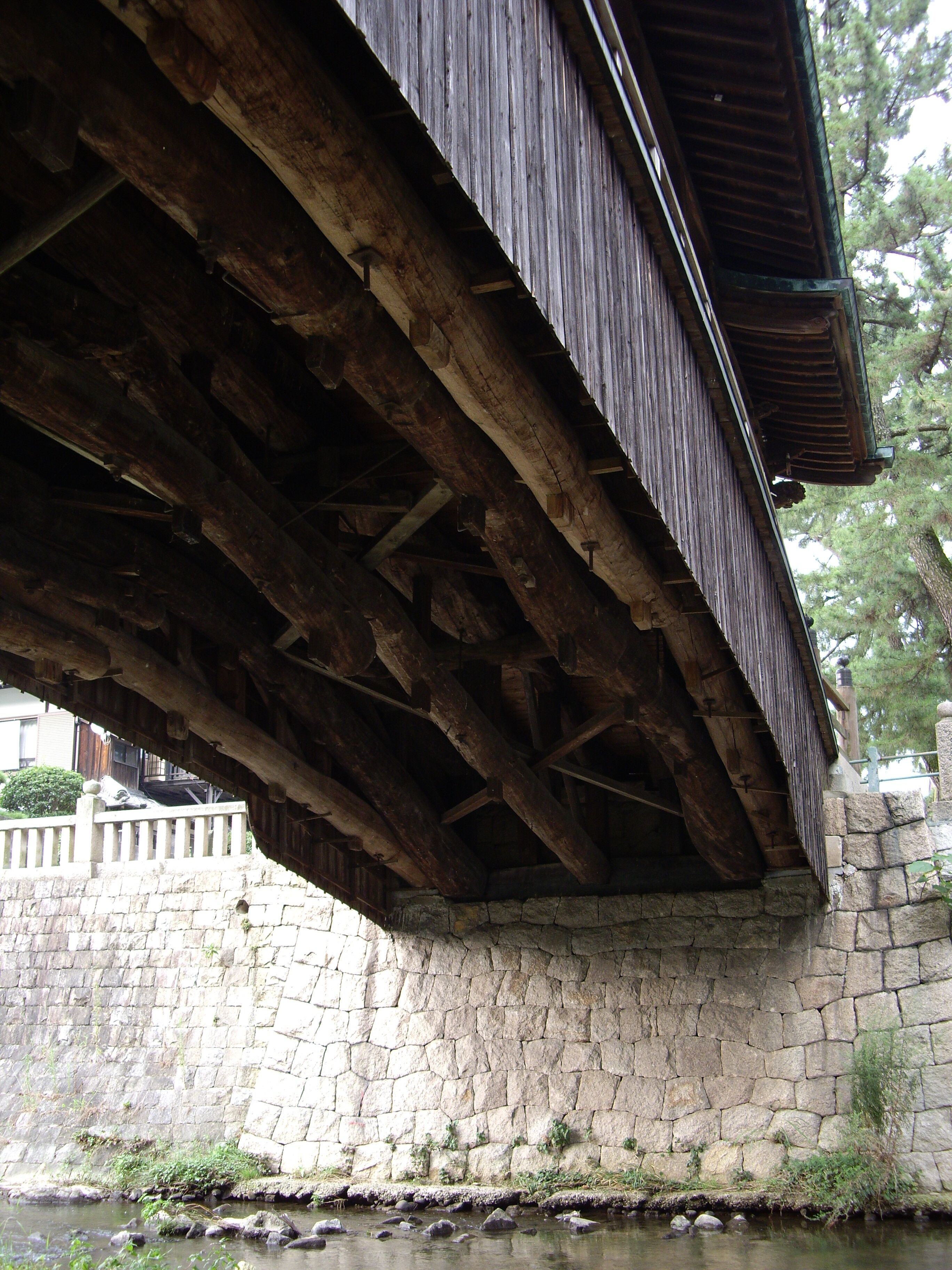
鞘橋下方結構

## 外部連結
- （日語） 鞘橋 （页面存档备份，存于） - 琴平町觀光協會
- （日語） 鞘橋 （页面存档备份，存于） - 琴平町公所